# Beigem
Beigem is een dorp in de Belgische provincie Vlaams-Brabant en een deelgemeente van Grimbergen. De deelgemeente is 3,88 km² groot en telt 2.160 inwoners (558 inw./km²). 

## Toponymie
De oudste spellingen zijn Beingem (1162) en Beinghem (1170). Op de Ferrariskaarten (1777) staat er Beyghem.
In het dialect wordt naar Beigem verwezen als Baagoemm.

## Geschiedenis
De parochie Beigem is toegewijd aan Onze-Lieve-Vrouw en gaat terug op het persoonlijk bezit van de bisschoppen van oude bisdom Kamerijk.
Het Frankisch hof Beigem, gesticht bij de groote landinname van ca. 375, werd opgericht tusschen het primitief dorp en den kouter, naast de beek. Het hof heette later Corsele (12e eeuw) en Hof ten Dale, doch verdween al vroeg— uit: Brabantsche Plaatsnamen - VII - Beigem door J. Lindemans, 1937
Beigem werd voor het eerst vermeld in 1162, en wel als Beingem. Het is een samenvoeging van een persoonsnaam en de -heim-uitgang. Beigem is een Frankische stichting. Tot de 133e eeuw werd het bewoond door de heren van Beigem die met de geslachtsnaam van Beigem werden aangeduid. Zij droegen een deel van hun bezit over aan de heren van Grimbergen, de Berthouts. Een Meier nam in Beigem het bestuur waar. Een parochie was er al snel na de 9e eeuw.
In 1592 werd Beigem grotendeels verwoest. De kerk werd in 1653 herbouwd.

### Eerste Wereldoorlog
Tijdens de Eerste Wereldoorlog werd de kerk door de Duitsers in brand gestoken. Hierbij gingen vier schilderijen verloren. In Histoires des Environs de Bruxelles schreef  Alphonse Wauters ze toe aan Rogier van der Weyden, de jongere (c. 1450-1529). In "Fragmenten uit het verleden van Beigem" door Theo H.A. Slachmuylders wordt ook nog vermeld dat Georges H. De Loo ze in verband brengt met de school van Bernard van Orley. Sommigen menen dat deze schilderijen eerst in veiligheid gesteld werden, de schilderijen waren met kettingen vastgemaakt aan de muur en na de brand was er van de kettingen geen spoor meer. Na de oorlog werd de kerk opnieuw opgebouwd.

### Rest 20e en 21e eeuw
Beigem was tot 31 december 1976 een zelfstandige gemeente maar werd op 1 januari 1977 een deelgemeente van de fusiegemeente Grimbergen.
Beigem bestond in het verleden uit drie duidelijk onderscheiden wijken: de kerk, de berg en de dries. Dit is nu niet echt meer zo omdat het dorp, net als Grimbergens noordelijkste deelgemeente Humbeek, nog landelijk is maar dat er ook hier druk wordt verkaveld en dat het residentieel karakter toeneemt.

## Bezienswaardigheden
- Onze-Lieve-Vrouwekerk
- Kastelen met hun kasteelpark
  - Hof ten Doorn, met restanten van het park Ten Doorn
  - Hof van Bentinck uit de 17e-18e eeuw, met restanten van het park
  - Kasteel ten Berg met kasteelpark, een landhuis met 19e-eeuws aanzicht
- Hof Leonard, Hof ten Berge

## Natuur en landschap
Beigem ligt in een licht golvend landschap waarvan de hoogte varieert tussen 20 en 47 meter.

## Demografische ontwikkeling
- 1646: 127
- 1786: 323
- 1802: 204

- Bronnen:NIS, Opm:1831 tot en met 1970=volkstellingen, 1976 = inwoneraantal op 31 december

Volgens Statbel telt Beigem 2.160 inwoners opgedeeld in de volgende vijf statistische wijken: 
- Centrum (23025C00-): 614 inw. - 2.397 inw/km²
- Koppendries (23025C01-): 271 inw. - 1.573 inw/km²
- Verspreide bebouwing - Zuid (23025C022): 416 inw. - 1.191 inw/km²
- Baron Domis (23025C0AA): 301 inw. - 1.642 inw/km²
- Verspreide bebouwing - West (23025C0PA): 558 inw. - 192 inw/km²
- Bronnen:Stabel, inwoneraantallen per statistische wijk op 1 jan. 2024

Van 1970 tot 2020 (50 jaar) nam het aantal inwoners toe met 51% (ter vergelijking voor België was dit 19%).

## Cultuur

### Evenementen
- Beigemse Brocante op den Dries, een jaarlijkse rommel- en brocantmarkt die georganiseerd wordt ter gelegenheid van Beigem Kermis in juni. De eerste Brocante werd georganiseerd in 1992. De brocante strekt zich uit over de straten Molenstraat, Beigemsesteenweg, Gemeentehuisstraat en de Coppendries.
- Septemberkermis: 3de weekend van september met 's vrijdags openingsconcert en avondmarkt, op zaterdag Kinderkermis en 's zondags thema-mis (in de OLV-kerk) en aperitiefconcert. Deze activiteiten hebben plaats op het parochieplein (Zevensterre). De algemene coördinatie berust bij de Raad van de Beigemse Verenigingen.

### Sport
Sinds 1972 was het dorp de thuisbasis van de voetbalclub FC Beigem. In 2022 hield deze club op met bestaan doordat ze met KFC Borght-Humbeek fuseerden tot Fenixx BeigHum.

## Burgemeesters
- Baron Vanderlinden D'Hoogvorst (1830 - 1836)
- Pierre Slachmuylders (1836 - 1842)
- Charles Domis de Semerpont (1842 - 1878)[2]
- Jules Domis de Semerpont (1878 - 1899)
- Etienne, graaf Cornet d'Elzius de Peissant (1899 - 1936)
- Frans Van den Eynde (1936 - 1941)
- Herman Vervoort (1942 - 1944)
- Frans Van den Eynde (1944 - 1956)
- Jan B. De Blay (1957 - 1976)

## Bekende Beigemenaars en inwoners
- August Cool (Sint-Niklaas, 1903 – Grimbergen (Beigem), 1983), Belgisch vakbondsleider
- Constant De Donder (1920-2009), arts en kunstschilder
- Jan De Groef, P.A., Beigem, 1948, witte pater en bisschop van Bethlehem in Zuid-Afrika

## Nabijgelegen kernen
Grimbergen, Humbeek, Sint-Brixius-Rode, Nieuwenrode